# Kansupus svenhedini
Kansupus svenhedini är en mångfotingart som beskrevs av Karl Wilhelm Verhoeff 1933. Kansupus svenhedini ingår i släktet Kansupus och familjen orangeridubbelfotingar. Utöver nominatformen finns också underarten K. s. dentiger.